# Liste der Monuments historiques in Branne (Gironde)
Die Liste der Monuments historiques in Branne (Gironde) führt die Monuments historiques in der französischen Gemeinde Branne auf.

## Liste der Bauwerke
| Bezeichnung    | Beschreibung                 | Standort | Kennzeichnung | Schutzstatus | Datum | Bild           |
| -------------- | ---------------------------- | -------- | ------------- | ------------ | ----- | -------------- |
| Friedhofskreuz | Errichtet im 17. Jahrhundert | (Lage)   | PA00083489    | Inscrit      | 1973  | weitere Bilder |

## Liste der Objekte
| Bezeichnung                 | Beschreibung          | Standort                 | Kennzeichnung | Schutzstatus | Datum | Bild |
| --------------------------- | --------------------- | ------------------------ | ------------- | ------------ | ----- | ---- |
| Bemalung, Fenster und Möbel | 1864                  | in der Kirche St-Etienne | PM33001676    | Inscrit      | 1988  |      |
| Glocke                      | Bronze, 1758 gegossen | in der Kirche St-Etienne | PM33001943    | Inscrit      | 2002  |      |